# Magasin automatique

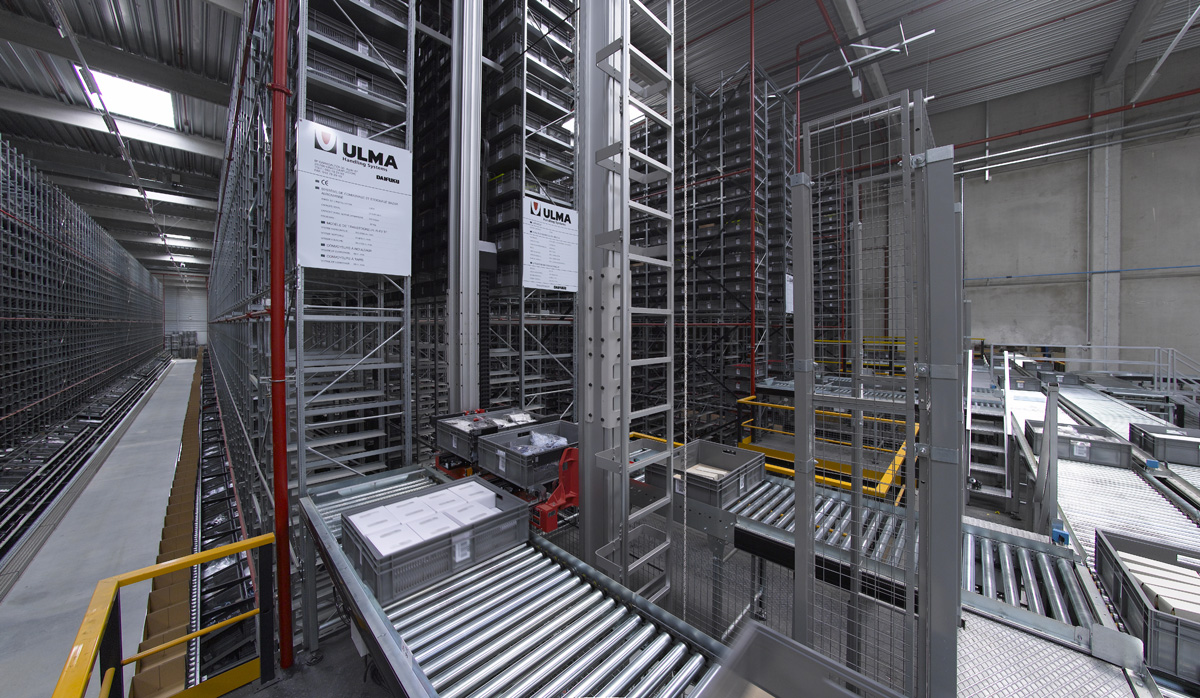
Transstockeur Mini Load pour le stockage automatique d’unités et de caisses

Un magasin automatique ou stockage automatique consiste à automatiser totalement ou partiellement les tâches effectuées dans un magasin, qui est un espace physique pour le stockage des biens dans la chaîne d’approvisionnement.

## Description
Il s’agit d’un système de stockage spécialement conçu pour des solutions logistiques qui permettent d’augmenter au maximum les ratios de productivité, de réduire l’espace nécessaire et le nombre de mouvements à réaliser. Ce stockage peut être adapté à différents entourages, en fonction du secteur et de l’activité du magasin, et il est également possible d’adapter les installations à des entourages de froid et/ou congelé.

## Type de stockage automatique
En fonction des caractéristiques de chaque magasin, le stockage automatique peut être composé de : 
- Transstockeur: les transstockeurs sont conçus pour le stockage automatique de produits de différente taille et poids. Les transtockeurs qui travaillent avec des palettes sont connus sous le nom d’Unit Load et ceux qui travaillent avec des paquets plus petits, notamment des caisses ou des plateaux, sont dénommés Mini Load.
- Carrousel horizontal: système de stockage rotatif horizontal qui présente la marchandise entreposée à l’opérateur. Les carrousels horizontaux permettent d’optimiser l’espace requis et de préparer plus d’une commande à la fois.
- Carrousel vertical: système de stockage rotatif vertical. Les carrousels présentent la marchandise entreposée à l’opérateur. Par ailleurs, ils permettent d’optimiser l’espace requis en utilisant toute la hauteur disponible dans le magasin.
- Magasin Automatique Vertical: le magasin automatique vertical, également connu sous le nom de Shuttle vertical ou armoire verticale, transfère les produits directement à l’opérateur, mais dans ce cas, avec un transtockeur central interne.